# Clapton (stacja kolejowa)
Clapton – stacja kolejowa obsługiwana przez brytyjskiego przewoźnika kolejowego National Express East Anglia. Położona jest w londyńskiej dzielnicy Hackney. Posiada ona połączenia kolejowe m.in. z: London Liverpool Street w centrum Londynu oraz z Chingford w północnym Londynie. W systemie londyńskiej komunikacji miejskiej, należy zarówno do drugiej jak i trzeciej strefy biletowej.